# Ludvig Barnet
Ludvig Barnet (tysk: Ludwig das Kind) (893  i Altötting i Bayern – 911) var konge af Det Østfrankiske Rige, en forgænger for nutidens Tyskland, fra 899 til 911. Fra år 900 var han også konge i Lothringen. Han var den sidste virkelige karolingiske hersker af Det Østfrankiske Kongerige. 

## Forfædre
Ludvig Barnet var søn af kejser Arnulf af Kärnten, sønnesøn kong Karloman af Bayern, oldebarn af Ludvig den Tyske og tipoldebarn af kejser Ludvig den Fromme.

## Konge af Tyskland og Lothringen
Da Ludvig var seks år gammel, døde hans far. Ludvig blev straks udråbt til konge af  Det østfrankiske Kongerige (dvs. konge af Tyskland).
Ludvig Barnet havde en halvbroder Zwentibold af Lothringen (871 – 900), der var 22 år ældre end ham selv. Da Zwentibold døde, blev Ludvig også konge af Lothringen. 

## Kampe med ungarerne
I Ludvig Barnets regeringstid blev Tyskland stort set ødelagt på grund af magyarernes (ungarernes) plyndringer.

## Sidste karolinger på den tyske trone
Efter Ludvig Barnets død regerede Konrad 1. af Franken fra 911 til 918. Derefter var Henrik Fuglefænger på tronen fra 919 til 936. 
Hverken Konrad eller Henrik tilhørte karolingernes slægt. Dermed blev Ludvig Barnet den sidste karolinger på den tyske trone.